# Warken
Warken (en luxemburguès: Waarken; en alemany: Warken) és una vila de la comuna d'Ettelbruck situada al districte de Diekirch del cantó de Diekirch. Està a uns 27 km de distància de la ciutat de Luxemburg.